# Some Hearts...
Some Hearts... är ett album av The Everly Brothers, utgivet 4 november 1988, producerat av The Everly Brothers. Många källor anger utgivningsåret till 1989, men åtminstone i Sverige kom albumet ut hösten 1988. Detta blev det sista studioalbumet som duon någonsin spelade in.

## Låtlista
1. "Some Hearts" (Don Everly) – 5:22
2. "Don't Worry Baby" (Brian Wilson/Neil Christian) – 3:37
3. "Ride the Wind" (Phil Everly/Johnny Durrill) – 3:29
4. "Be My Love Again" (Don Everly) – 4:36
5. "Can't Get over It" (Don Everly) – 4:25
6. "Angel of the Darkness" (Phil Everly/Johnny Durrill) – 3:48
7. "Brown Eyes" (Phil Everly/Johnny Durrill) – 2:41
8. "Three Bands of Steel" (Don Everly) – 2:45
9. "Julianne" (Alger/Knobloch) – 3:05
10. "Any Single Solitary Heart" (John Hiatt/Mike Porter) – 4:12